# Pioneros de carros de mano

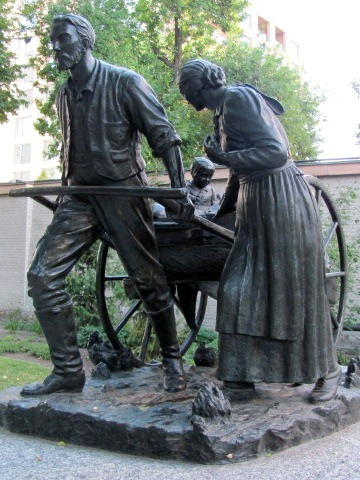
Una estatua en Salt Lake City (Utah) en la Manzana del Templo conmemorando a los pioneros mormones de carros de mano.

Los pioneros de carros de mano fueron participantes en la migración de los miembros de La Iglesia de Jesucristo de los Santos de los Últimos Días (también conocida como Iglesia SUD) a Salt Lake City, Utah, que usaron carros de mano para transportar sus pertenencias. El movimiento mormón de carros de mano empezó en 1856 y acabó en 1860.
Motivados por unirse a sus compañeros miembros de la Iglesia, pero sin fondos para llevar bueyes o caballos, casi 3000 pioneros mormones de Inglaterra, Gales, Escocia y Escandinavia hicieron el viaje de Iowa o Nebraska a Utah en diez compañías de carros de mano. La caminata fue desastrosa para dos de las empresas, que comenzaron su viaje peligrosamente tarde y fueron capturados por las fuertes nevadas y temperaturas severas en el centro de Wyoming. A pesar de un espectacular esfuerzo de rescate, más de 210 de los 980 pioneros de estas dos empresas murieron en el camino. John Chislett, un superviviente, escribió: "Muchos padres tiraron de su carreta, con sus niños pequeños en ella, hasta el día antes de su muerte."
Aunque menos del 10 por ciento de los emigrantes SUD de 1847-68 hicieron el viaje al oeste usando carros de mano, el pioneros de carros de mano se han convertido en un símbolo importante en la cultura SUD, lo que representa la fidelidad y el sacrificio de la generación pionera. Ellos continúan siendo reconocidos y honrados en eventos como el Día del Pionero, desfiles históricos de la Iglesia, conmemoraciones y otros similares. Las caminatas con carros de mano eran un tema familiar en la música popular mormona durante el siglo XIX y han sido un tema en la ficción SUD, como la novela histórica de Gerald Lund, "Fuego del Convenio", y la historia corta de Orson Scott Card, "Oeste".

## Antecedentes de la emigración
Los Santos de los Últimos Días se organizaron primero como la Iglesia de Cristo en 1830. Los primeros miembros de la Iglesia a menudo encontraron hostilidad, primero por su práctica de separarse de la sociedad secular y reunirse en locales para llevar a cabo sus distintas creencias religiosas. Sus vecinos se asustaron debido al rápido crecimiento del número de personas de la Iglesia, por su tendencia de votar en bloque y adquirir poder político, por sus llamadas de favor divino y por la práctica de la poligamia.
La violencia dirigida contra la Iglesia y sus miembros obligó a trasladarla desde Ohio a Misuri y más tarde a Illinois. A pesar de las frecuentes migraciones los miembros de la Iglesia no podían escapar de la oposición, la cual culminó en la Orden de Exterminio promulgada por el gobernador Lilburn Boggs, contra todo mormón que viviera en el Estado de Illinois y el asesinato de su líder José Smith en 1844. Brigham Young, el sucesor de Smith como líder de la Iglesia, dijo que había recibido dirección divina para organizar a los miembros de la Iglesia y conducirlos más allá de la frontera oeste de los Estados Unidos.

## Necesidad de compañías de carros de mano
Poco después de que los primeros pioneros mormones llegaran a Utah en 1847, la Iglesia comenzó a animar a sus conversos en las islas británicas y en otros lugares de Europa a emigrar a Utah. Entre 1849 y 1855, unos 16000 Santos de los Últimos Días provenientes de Europa viajaron a Utah en barco, tren y luego en buyes y vagones. Aunque muchos de estos emigrantes pagaron por cuenta propia, la Iglesia estableció un Fondo Perpetuo de Emigración para dar asistencia financiera a los emigrantes pobres para marchar hacia el oeste, la cual devolverían cuando les fuera posible. Se animó a dar contribuciones para expandir el fondo.
Cuando las contribuciones y los reembolsos de préstamos se abandonaron en 1855 después de una mla cosecha en Utah, el presidente Young decidió empezar a utilizar carros de mano porque los SUD que quedaban en Europa eran en su mayoría pobres. Young creyó que por eso se haría más rápido el viaje.
Young propuso el plan en una carta a Franklin D. Richards, presidente de la Misión Europea, en septiembre de 1855. Su carta fue publicada en el Millenial Star, el periódico de la Iglesia en Inglaterra, el 22 de diciembre de 1855, junto con una editorial de Richards aprobando el proyecto. Se esperaba reducir el coste de la migración a un tercio. La respuesta fue abrumadora - en 1856 el Fondo Perpetuo de Emigración apoyó el viaje de 2012 emigrantes europeos, comparado con los 1161 del año anterior.

## Equipamiento
Los emigrantes salían de un puerto inglés (generalmente Liverpool) y viajaban en barco hasta Nueva York o Boston, luego en ferrocarril hasta Iowa City, el final de la línea de ferrocarril, donde eran equipados con carros de mano y otros suministros.
Siguiendo el diseño de Brigham Young, los carros de mano se parecían a una carretilla grande, con dos ruedas de cinco pies (1,5 m.) de diámetro y un eje único de cuatro pies y medio (1,4 m) de ancho. Pesaba 60 libras (27 kg).

## Cronología de eventos

### Año 1856

#### Las primeras tres compañías
Los primeros dos barcos partieron desde Inglaterra a finales de marzo y mediados de abril navegando hacia Boston. Los emigrantes estuvieron varias semanas en Iowa City, donde construyeron sus carros de mano y fueron equipados con suministros antes de empezar su caminata de unas 1300 millas (2093 km).

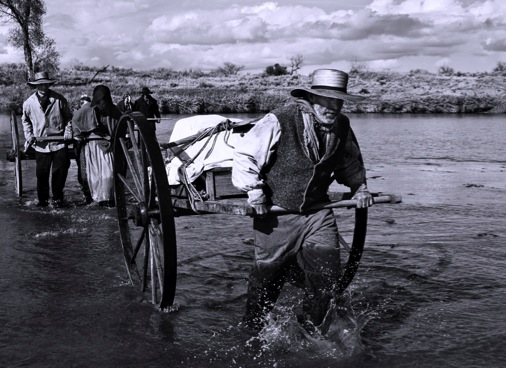
Reenactment: Pioneers crossing the Platte River, from PBS documentary Sweetwater Rescue

Unos 815 emigrantes de los primeros dos barcos fueron organizados en tres compañías de carros de mano, encabezadas por los capitanes Edmund Ellsworth, Daniel D. McArthur y Edward Bunker. Los capitanes eran misioneros mormones de regreso a sus casas en Utah y ya conocían la ruta. La mayoría de los subcapitanes también eran misioneros retornados.
A lo largo de Iowa siguieron una carretera existente de unas 275 millas (443 km) hacia Council Bluffs, siguiendo una ruta parecida a la actual U.S. Route 6. Después de cruzar el río Misuri, pararon unos cuantos días en un puesto avanzado mormón en Florence, Nebraska (actualmente Omaha) para realizar reparaciones, antes de empezar las restantes 1030 millas (1,658 km) de viaje a lo largo de la Ruta Mormona hacia Salt Lake City.
Las compañías tuvieron buen tiempo y sus viajes no tuvieron incidentes.
Las compañías emigrantes incluían muchos niños y personas de avanzada edad, por lo que empujar y tirar de las carretas de mano era un trabajo difícil. Los periódicos y los recuerdos describen periodos de enfermedad y hambre. Como en otras compañías que viajaban por el Sedero de la Emigración, hubo muertes a lo largo del camino. El libro Handcarts to Zion, de Hafen and Hafen's, da cuenta de 13 muertes en la primera compañía, siete en la segunda, y menos de siete en la tercera. Las noticias de los periódicos reflejan el optimismo de los pioneros de carros de mano, incluso en medio de sus dificultades.

La gente se reía de nosotros mientras caminábamos, pero el tiempo era bueno y las carreteras eran excelentes y aunque estab enfermo y estábamos muy cansados por la noche, aun así pensábamos que era un glorioso camino para ir a Sion.

Las primeras dos compañías, que llegaron a Salt Lake City el 26 de septiembre y la tercera que arribó menos de una semana después, demostraron la viabilidad de emigrar utilizando carros de mano.
| Compañía de carros de mano | Capitán            | Barco                                                                                                 | Llegada a Iowa City                                                   | Salida de Iowa City | Salida de Florence | Número de personas | Número de muertos durante la travesía | Llagada a Salt Lake City |
| -------------------------- | ------------------ | --- | --------------------------------------------------------------------- | ------------------- | ------------------ | ------------------ | ------------------------------------- | ------------------------ |
| Primera                    | Edmund Ellsworth   | Enoch Train, zarpó el 23 de marzo de 1856 hacia Boston                                                | 12 de mayo                                                            | 9 de junio          | 20 de julio        | 274                | 13                                    | 26 de septiembre         |
| Segunda                    | Daniel D. McArthur | Enoch Train, zarpó el 23 de marzo de 1856 hacia Boston; S. Curling, zarpó el 19 de abril hacia Boston | Del Enoch Train el 12 de mayo; Del S. Curling, primeros días de junio | 11 de junio         | 24 de julio        | 221                | 7                                     | 26 de septiembre         |
| Tercera (Galesa)           | Edward Bunker      | S. Curling, zarpó el 19 de abril de 1856 hacia Boston                                                 | Primeros días de junio                                                | 23 de junio         | 30 de julio        | 320                | < 7                                   | 2 de octubre             |

#### Compañías de carros de mano de Willie y Martin
Las dos últimas compañías de carros de mano de 1856 salieron tarde de Inglaterra. El barco Thornton, el cual llevaría a los emigrantes que formarían la Compañía Willie, no abandonó Inglaterra hasta el 4 de mayo. El líder de los Santos de los Últimos Días en el Trhornton fue James G. Willie.
Pasaron otras tres semanas antes de que el Horizon, llevando a los inmigrantes que formaban la compañía Martin, saliera. Las últimas salidas habrían sido el resultado de la dificultad en procurarse un barco debido a la demanda inesperada, pero los resultados serían trágicos.
Con comunicaciones lentas en la era anterior al telégrafo trasatlántico, los agentes de la Iglesia en Iowa City no esperaban más emigrantes y tuvieron que hacer preparativos frenéticos para su llegada.  Cuando las compañías llegaron a Florence, se perdió más tiempo reparando los carros pobremente construidos.[18] El emigrante John Chislett describe los problemas con los carros:[19]

«A pesar de nuestros esfuerzos por mantener limpios los ejes y cajas que eran de madera, el polvo encontró su camino para dañarlos, y junto con el peso extra que cargaban los carros, los ejes se rompían en el hombro. Se recurrió a toda clase de soluciones para remediar el creciente mal, pero con un éxito variable. Algunos envolvieron sus ejes con cuero obtenido de sus botas; otros con estaño sacrificando sus platos, ollas, baldes o de su equipo hechos de ese metal. Además de estos inconvenientes, faltó con que lubricarlos apropiadamente. Nada que sirviera a este propósito tuvimos en absoluto.»

Antes de que la Compañía William saliera de Florence, se reunió para debatir la conveniencia de una salida tardía. Debido a que los emigrantes no estaban familiarizados con el camino ni con el clima, esperaron el regreso de los misioneros retornados y de los agentes de la Iglesia. Uno de los misioneros retornados, Levi Savage, les instó a permanecer el invierno en Nebraska. Arguyó que la salida tardía con personas de avanzada edad, mujeres y niños daría lugar a sufrimiento, enfermedad e incluso, la muerte. El resto de los élderes de la Iglesia arguyó que el viaje debía seguir adelante, expresando su optimismo en que la compañía sería protegida por la intervención divina. Unos 100 miembros de la compañía, decidieron permanecer el invierno en Florence o en Iowa, pero la mayoría, unos 404 (incluyendo Savage) continuaron el viaje al oeste. La Compañía Willie abandonó Florence el 17 de agosto y la Compañía Martin el 27 del mismo mes. Dos trenes de vagones tirados por bueyes, liderados por los capitanes W.B. Hodgett y John A. Hunt, siguieron a la Compañía Martin.[20]
Cerca de Wood River, Nebraska, una manada de bisontes causó la estampida del ganado de la Compañía de Willie y se perdieron unas 30 cabezas de ganado bovino. Abandonados, sin suficiente ganado para tirar de todos los vagones, cada carreta de mano tuvo que llevar un peso adicional de 45 kilos de harina.
A principios de septiembre Franklin D. Richards, volviendo de Europa donde había servido como presidente de misión, superó las compañías emigrantes. Richard y otros 12 misioneros retornados que le acompañaban, viajando en carruajes y vagones tirados por caballos y mulas, se adelantaron hacia Utah con la finalidad de obtener asistencia para los emigrantes.[22]

#### Responsabilidad de la tragedia
El historiador norteamericano, Wallace Stegner, describió el planeamiento inadecuado y las decisiones imprevistas que llevaron a la tragedia cuando escribió,

Al insistir en sus ideas entre los pobres de Europa, Brigham y el sacerdocio sobreestimaron su guía desde Liverpool hasta el valle, ya que la normalmente confiable organización misionera y de emigración se podría venir abajo en varios puntos críticos; y al aceptar el testimonio de sus líderes y las impertinencias de deseo de su propia esperanza, los emigrantes se someterían a mayores sacrificios que incluso los refugiados de Nauvoo; y remontando un error fatal compuesto para traer a los sobrevivientes, el sacerdocio y el pueblo mormón mostrarían mejor a sí mismos su compasión y eficiencia.

Ya el 2 de noviembre de 1856, mientras las compañías Willie y Martin estaban aún buscando su salvación, Brigham Young respondió a las críticas de su propio liderazgo reprendiendo a Franklin Richards y a Daniel Spencer por dejar a las compañías salir tan tarde. Sin embargo, muchos autores argumentan que Young, como autor del plan, era responsable. Ann Eliza Young, hija de uno de los hombres a cargo de la construcción de los carros y exesposa plural de Brigham Young, describió el plan de su exmarido como "política de sangre fría, intrigante y blasfema".  Stegner describió a Richards como chivo expiatorio para los errores fundamentales en la planificación de Young, aunque Howard Christy, profesor emérito de la Universidad Brigham Young, indica que Richards, como el oficial de mayor rango en Florence fue, de hecho, el oficial que habría tenido la autoridad y capacidad de haber evitado la tragedia deteniendo su salida tardía.
Muchos supervivientes de la tragedia rechazaron culpar a nadie. El superviviente John Jacques escribió:

"No culpo a nadie. No estoy ansioso por culpar a nadie[...] No tengo ninguna duda de que aquellos que tuvieron que hacer su gestión entendieron bien e intentaron hacerlo lo mejor que pudieron bajo esas circunstancias."

De otro superviviente, Francis Webster, se dice que dijo:

"¿Estaba apresado cuando elegí venir con un carro de mano? No. Ni entonces ni en cualquier momento de mi vida desde entonces. El precio que pagamos para conocer a Dios fue un privilegio el pagarlo y estoy muy agradecido de ser uno de los privilegiados que van en la Compañía de Carros de Mano de Martin"

Por otro lado, el superviviente John Chislett, que más tarde abandonó la Iglesia, escribió amargamente que Richards les prometió «tenemos que llegar a Sion en condiciones de seguridad.»
En mayo de 2006, un grupo de investigadores en la conferencia anual de la Mormon History Association culpó de la tragedia a la falta de liderazgo. Lyndia Carter, una historiadora sobre el recorrido, dijo que Franklin D. Richards "era responsable, en mi mente, por la salida tardía" porque "empezó la bola de nieve cuesta abajo" que finalmente "sumó al desastre". Christy concuerda que "el liderazgo desde lo alto, desde el principio, estaba muy por debajo de lo debido". Robert Briggs, un abogado, dijo:

"Es casi un hecho[...] hay evidencia de negligencia. Con los dirigentes de todo el camino hasta Brigham Young, hubo malos manejos.

| Compañía de carros de mano | Capitán         | Barco                                                 | Llegada a Iowa City | Salida de Iowa City | Salida de Florence | Número de personas                           | Número de muertos durante la travesía | Llegada a Salt Lake City |
| -------------------------- | --------------- | ----------------------------------------------------- | ------------------- | ------------------- | ------------------ | -------------------------------------------- | ------------------------------------- | ------------------------ |
| Cuarta o Compañía Willie   | James G. Willie | Thornton, zarpó el 4 de mayo de 1856 hacia Nueva York | 26 de junio         | 15 de julio         | 17 de agosto       | ~500 dejaron Iowa City; 404 dejaron Florence | 68                                    | 9 de noviembre           |
| Quinta o Compañía Martin   | Edward Martin   | Horizon, zarpó el 25 de mayo de 1856 hacia Boston     | 8 de julio          | 28 de julio         | 27 de agosto       | 576                                          | >145                                  | 30 de noviembre          |

## Legado
Los pioneros de carros de mano y el movimiento de carros de mano es una parte importante de la Cultura SUD, de su música y de su ficción. Arthur King Peters describió la importancia de esta parte de la historia mormona en Seven Trails West:

Este heroico episodio de la historia mormona ejemplifica muchas de las cualidades duraderas del naciente mormonismo: minuciosa organización, disciplina de hierro, devoción inquebrantable por la causa y el ilimitado autosacrificio... El verdadero Mormon Trail no fue la pradera sino el espíritu.

Wallace Stegner elogió los ejemplos de aquellos de las compañías de carros de mano, particularmente en comparación con otros pioneros:

Puede que su sufrimiento parezca menos dramático porque los pioneros de carros de mano lo llevaron humildemente, rezando al Señor, en vez de luchar por la vida con la ferocidad de los animales y comiéndose a sus muertos para mantener su propia vida, como hicieran las compañías de Fremont y Donner...Pero si el coraje y la resistencia crean una historia, si la humanidad y lo servicial así como el amor fraternal en medio del crudo horror merecen ser recordados, este episodio medio olvidado de la migración mormona es uno de los grandes cuentos del Oeste y de América.

### Recreación histórica
Las recreaciones histórica, en las cuales un grupo vestido de la misma manera en que se hacía en el siglo XIX viaja uno o más días tirando y empujando carros de mano, se ha convertido en una actividad popular entre las congregaciones mormonas, grupos de jóvenes y familias. Las recreacions han sido loadas por los líderes mormones; por ejemplo, M. Russell Ballard del Quorum de los Doce Apóstoles dijo:

A través de la música, el drama y las recreaciones agitadas, se nos recordarán los increíbles viajes de los pioneros, tanto temporal como espirituales

Las recreaciones se han hecho tan populares que el Bureau de Ordenación del Territorio está estudiando el impacto en los caminos y en el medio ambiente, especialmente en el área que rodea Rocky Ridge, en Wyoming. Según la Casper Star-Tribune, el BOT ha tenido que imponer una tasa para compensar los costes de monitoreo de los impactos de los recreadores y de otros campistas en el camino.
Una recreación del desastre de 1856 fue televisada por el Canal History, titulado Wild West Tech.

### 150 aniversario
Se celebraron varios eventos en 2006 para conmemorar el 150 aniversario de las compañías de carros de mano de 1856:
- La conferencia de 2006 de la Asociación de Historia Mormona en Casper, Wyoming entre el 25 y el 28 de mayo y lanzó una ópera especialmente comisionada por Harriet Petherick Bushman, "1856: Long Walk Home," así como varios papeles de búsqueda sobre el camino de las carretas de mano.[22]
- From June 9–June 11, a symposium and festival were held in Iowa City on the anniversary of the departure of the first company. Gordon B. Hinckley, the then-current President of The Church of Jesus Christ of Latter-day Saints, spoke at the closing ceremony fireside.[23]
- A musical called 1856, produced by Cory Ellsworth, a descendant of Edmund Ellsworth, was performed in Mesa, Arizona and Salt Lake City in July 2006.[24]
- Filmmaker Lee Groberg and writer/historian Heidi Swinton created a documentary for PBS, Sweetwater Rescue: The Willie & Martin Handcart Story, which features reenactments of the rescue. The one-hour film was shown nationally in the United States on December 18, 2006. A companion book was also published.[25]
- Brigham Young University created a daily journal of the Willie Handcart Company on its Web site.[26]